# John Major (1er baronnet)
Pour les articles homonymes, voir Major (homonymie).
John Major, 1er baronnet (17 mai 1698 - 22 février 1781) est un marchand britannique et député.

## Biographie
Il est né à Bridlington, dans le Yorkshire, où il débute dans le commerce en tant que commandant de navire dans le commerce de Stockholm. Il a apparemment abandonné la mer à l'âge de 30 ans environ, mais il développe par la suite un commerce du fer en plein essor, devenant finalement le plus gros distributeur du pays. Il accumule une fortune considérable en acquérant de vastes domaines dans le Suffolk et le Sussex et d'autres terres ailleurs en Angleterre, pour une valeur d'environ 5 000 £ par an. Néanmoins, il met ses intérêts maritimes au service de la nation lorsque cela est nécessaire, apparemment à des coûts considérables, fournissant des navires pour transporter des troupes en temps de guerre à plusieurs reprises.
En 1724, il épouse Elizabeth Dale, fille d'un autre marchand de Bridlington, et ils ont deux filles: Anne, mariée à John Henniker en 1747, et Elizabeth, mariée à Henry Brydges (2e duc de Chandos) en 1767. À l'âge de 60 ans, il décide de se présenter au Parlement et, en 1761, il est élu sans opposition en tant que député de Scarborough (l'arrondissement le plus proche de Bridlington, où ses intérêts commerciaux lui donnent sans doute une influence). Lors de la même élection, son gendre Henniker est élu à Sudbury. Ils ont ensuite formé un partenariat politique et commercial étroit, cherchant les contrats du gouvernement qui sont généralement attribués aux députés avant leurs rivaux commerciaux. Ils ont notamment conclu un contrat pour l'avitaillement des troupes britanniques dans l'ouest de la Floride et des concessions de terres - 20 000 acres chacun - en Nouvelle-Écosse.
Au même moment, Henniker fait pression sur le gouvernement pour créer Major baronnet. La lettre de Henniker au Premier ministre, George Grenville, dans laquelle il expose son cas, citée par Namier & Brooke, constitue la principale source d'informations sur la jeunesse de Major. Le 5 juillet 1765, Major est créé baronnet, de Worlingsworth Hall dans le comté de Suffolk, avec Henniker comme héritier. Cinq jours à peine après la signature du mandat, l'administration de Grenville, à laquelle Henniker et Major avaient adhéré, est révoquée. Aux élections de 1768, un candidat du gouvernement s'oppose à Major et est battu.
Major est décédé février 1781 à 82 ans, et est remplacé comme baronnet par son gendre John Henniker, qui est élevé dans la Pairie d'Irlande comme baron Henniker en 1800. Il est aussi un administrateur de Trinity House entre 1741 et 1781, administrateur de la Compagnie de la mer du Sud et haut-shérif de Sussex de 1755 à 1756.